# Marcelo Arévalo
Marcelo Arévalo González (phát âm tiếng Tây Ban Nha: [marˈselo aˈɾeβalo ɣonˈsales]; sinh ngày 17 tháng 10 năm 1990) là một vận động viên quần vợt chuyên nghiệp đến từ El Salvador. Anh là em trai của vận động viên quần vợt Rafael Arévalo, cùng với anh trai chơi cho Đội tuyển Davis Cup El Salvador. Anh có thứ hạng cao nhất ở cấp ATP World Tour là vị trí số 139 trên thế giới, đạt được vào ngày 23 tháng 4 năm 2018; sau khi có thứ hạng đó, anh đã trở thành vận động viên quần vợt thành công nhất của El Salvador.

## Chung kết sự nghiệp ATP

### Đôi: 1 (1 á quân)
| Chú thích                         |
| --------------------------------- |
| Giải Grand Slam (0–0)             |
| ATP World Tour Finals (0–0)       |
| ATP World Tour Masters 1000 (0–0) |
| ATP World Tour 500 Series (0–0)   |
| ATP World Tour 250 Series (0–1)   |

| Danh hiệu theo mặt sân |
| ---------------------- |
| Cứng (0–0)             |
| Đất nện (0–0)          |
| Cỏ (0–1)               |

| Danh hiệu theo lắp đặt |
| ---------------------- |
| Ngoài trời (0–1)       |
| Trong nhà (0–0)        |

| Kết quả | T-B | Ngày             | Giải đấu                                  | Thể loại   | Mặt sân | Đồng đội                  | Đối thủ                     | Tỉ số    |
| ------- | --- | ---------------- | ----------------------------------------- | ---------- | ------- | ------------------------- | --------------------------- | -------- |
| Á quân  | 0–1 | tháng 7 năm 2018 | Hall of Fame Tennis Championships, Hoa Kỳ | 250 Series | Cỏ      | Miguel Ángel Reyes-Varela | Jonathan Erlich Artem Sitak | 1–6, 2–6 |

## Chung kết Challenger và Futures

### Đơn: 25 (14 danh hiệu, 11 á quân)
| Chú thích (Đơn)           |
| ------------------------- |
| ATP Challenger Tour (3–3) |
| ITF Futures Tour (11–8)   |

| Danh hiệu theo mặt sân |
| ---------------------- |
| Cứng (7–5)             |
| Đất nện (7–6)          |
| Cỏ (0–0)               |

| Kết quả | T-B   | Ngày              | Giải đấu                     | Thể loại   | Mặt sân | Đối thủ                   | Tỉ số                   |
| ------- | ----- | ----------------- | ---------------------------- | ---------- | ------- | ------------------------- | ----------------------- |
| Loss    | 0–1   | tháng 5 năm 2009  | Mexico F6, Guadalajara       | Futures    | Clay    | Miguel Gallardo Valles    | 5–7, 7–5, 3–6           |
| Win     | 1–1   | tháng 11 năm 2009 | Mexico F15, Puerto Vallarta  | Futures    | Hard    | Roman Borvanov            | 6–3, 6–3                |
| Win     | 2–1   | tháng 11 năm 2009 | El Salvador F2, Santa Tecla  | Futures    | Clay    | Alexandros Jakupovic      | 7–6(7–2), 6–2           |
| Loss    | 2–2   | tháng 2 năm 2012  | Panama F1, Panama City       | Futures    | Clay    | Sergio Gutiérrez Ferrol   | 4–6, 1–6                |
| Win     | 3–2   | tháng 5 năm 2012  | Mexico F8, Puebla            | Futures    | Hard    | Antoine Benneteau         | 7–6(7–5), 5–7, 6–2      |
| Win     | 4–2   | tháng 5 năm 2012  | Peru F4, Arequipa            | Futures    | Clay    | Marcelo Demoliner         | 6–4, 7–5                |
| Loss    | 4–3   | tháng 9 năm 2012  | Mexico F10, Manzanillo       | Futures    | Hard    | Adam El Mihdawy           | 6–7(2–7), 2–6           |
| Loss    | 4–4   | tháng 11 năm 2012 | Mexico F15, Mazatlán         | Futures    | Hard    | Michael Quintero          | 1–6, 7–6(7–4), 0–1 ret. |
| Loss    | 4–5   | tháng 2 năm 2013  | Mexico F3, Mexico City       | Futures    | Hard    | Yoshihito Nishioka        | 2–6, 6–7(4–7)           |
| Win     | 5–5   | tháng 6 năm 2013  | USA F14, Innisbrook          | Futures    | Clay    | Fernando Romboli          | 6–3, 7–6(7–5)           |
| Win     | 6–5   | tháng 8 năm 2014  | Colombia F3, Medellín        | Futures    | Clay    | Juan Carlos Spir          | 7–6(7–2), 6–4           |
| Loss    | 6–6   | tháng 8 năm 2014  | Colombia F4, Medellín        | Futures    | Clay    | José Hernández-Fernández  | 5–7, 2–6                |
| Win     | 7–6   | tháng 2 năm 2015  | Guatemala F1, Guatemala City | Futures    | Hard    | Christopher Díaz Figueroa | 6–3, 6–1                |
| Loss    | 7–7   | tháng 2 năm 2015  | El Salvador F1, Santa Tecla  | Futures    | Clay    | David Souto               | 1–6, 2–6                |
| Loss    | 7–8   | tháng 11 năm 2015 | El Salvador F2, La Libertad  | Futures    | Hard    | Darian King               | 6–7(6–8), 4–6           |
| Win     | 8–8   | tháng 11 năm 2015 | Guatemala F2, Guatemala City | Futures    | Hard    | Juan Sebastián Gómez      | 6–2, 5–7, 6–3           |
| Win     | 9–8   | tháng 12 năm 2015 | Honduras F1, San Pedro Sula  | Futures    | Hard    | Christopher Díaz Figueroa | Walkover                |
| Loss    | 9–9   | tháng 3 năm 2016  | San Luis Potosí, Mexico      | Challenger | Clay    | Peđa Krstin               | 4–6, 2–6                |
| Loss    | 9–10  | tháng 8 năm 2016  | Granby, Canada               | Challenger | Hard    | Frances Tiafoe            | 1–6, 1–6                |
| Win     | 10–10 | tháng 11 năm 2016 | El Salvador F1, San Salvador | Futures    | Hard    | Benjamin Lock             | 6–2, 6–3                |
| Win     | 11–10 | tháng 11 năm 2016 | El Salvador F2, La Libertad  | Futures    | Clay    | Bruno Sant'Anna           | 6–1, 6–2                |
| Win     | 12–10 | tháng 9 năm 2017  | Bogotá, Colombia             | Challenger | Clay    | Daniel Elahi Galán        | 7–5, 6–4                |
| Loss    | 12–11 | tháng 11 năm 2017 | Santiago, Chile              | Challenger | Clay    | Nicolás Jarry             | 1–6, 5–7                |
| Win     | 13–11 | tháng 4 năm 2018  | San Luis Potosí, Mexico      | Challenger | Clay    | Roberto Cid Subervi       | 6–3, 6–7(3–7), 6–4      |
| Win     | 14–11 | tháng 4 năm 2018  | Guadalajara, Mexico          | Challenger | Hard    | Christopher Eubanks       | 6–4, 5–7, 7–6(7–4)      |

### Đôi: 52 (31 danh hiệu, 21 á quân)
| Chú thích (Đôi)            |
| -------------------------- |
| ATP Challenger Tour (13–8) |
| ITF Futures Tour (18–13)   |

| Danh hiệu theo mặt sân |
| ---------------------- |
| Cứng (16–7)            |
| Đất nện (15–14)        |
| Cỏ (0–0)               |

| Kết quả | T-B   | Ngày              | Giải đấu                      | Thể loại   | Mặt sân  | Đồng đội                  | Đối thủ                                             | Tỉ số                      |
| ------- | ----- | ----------------- | ----------------------------- | ---------- | -------- | ------------------------- | --------------------------------------------------- | -------------------------- |
| Loss    | 0–1   | tháng 8 năm 2009  | Venezuela F6, Caracas         | Futures    | Hard     | Christopher Díaz Figueroa | Michael Quintero Yohny Romero                       | 3–6, 6–7(5–7)              |
| Loss    | 0–2   | tháng 8 năm 2009  | Ecuador F2, Guayaquil         | Futures    | Clay     | Christopher Díaz Figueroa | Diego Acosta Patricio Alvarado                      | 6–3, 4–6, [10–12]          |
| Loss    | 0–3   | tháng 8 năm 2009  | Ecuador F3, Quito             | Futures    | Clay     | Christopher Díaz Figueroa | Christian Guevara Maciek Sykut                      | 4–6, 4–6                   |
| Win     | 1–3   | tháng 11 năm 2009 | El Salvador F2, Santa Tecla   | Futures    | Clay     | Rafael Arévalo            | Christopher Díaz Figueroa Julen Urigüen             | 7–6(7–5), 6–4              |
| Loss    | 1–4   | tháng 11 năm 2009 | Colombia F2, Medellín         | Futures    | Clay     | Mauricio Echazú           | Iván Endara Guillermo Rivera Aránguiz               | 6–2, 3–6, [7–10]           |
| Loss    | 1–5   | tháng 8 năm 2011  | Mexico F9, Tijuana            | Futures    | Hard     | Robert McKenzie           | Marcel Felder Daniel Garza                          | 5–7, 6–7(4–7)              |
| Win     | 2–5   | tháng 9 năm 2011  | Mexico F10, Zacatecas         | Futures    | Hard     | César Ramírez             | Christopher Díaz Figueroa Sebastien Vidal           | 6–3, 6–2                   |
| Win     | 3–5   | tháng 10 năm 2011 | Mexico F12, Veracruz          | Futures    | Hard     | Alex Llompart             | Javier Herrera-Eguiluz Amrit Narasimhan             | 6–3, 6–0                   |
| Win     | 4–5   | tháng 2 năm 2012  | Panama F1, Panama City        | Futures    | Clay     | César Ramírez             | Christopher Díaz Figueroa Sebastien Vidal           | 6–1, 6–4                   |
| Loss    | 4–6   | tháng 5 năm 2012  | Mexico F8, Puebla             | Futures    | Hard     | Felipe Mantilla           | Alejandro Moreno Figueroa Miguel Ángel Reyes-Varela | 2–6, 5–7                   |
| Win     | 5–6   | tháng 5 năm 2012  | Peru F4, Arequipa             | Futures    | Clay     | Marcelo Demoliner         | Andres Ceppo Felipe Mantilla                        | 6–2, 6–2                   |
| Loss    | 5–7   | tháng 6 năm 2012  | Peru F5, Trujillo             | Futures    | Clay     | Marcelo Demoliner         | Jorge Aguilar Julio César Campozano                 | 4–6, 6–3, [6–10]           |
| Win     | 6–7   | tháng 7 năm 2012  | USA F21, Godfrey              | Futures    | Hard     | Ryan Rowe                 | Sebastien Boltz Luca Margaroli                      | 6–4, 6–4                   |
| Win     | 7–7   | tháng 9 năm 2012  | Mexico F10, Manzanillo        | Futures    | Hard     | Miguel Ángel Reyes-Varela | Christopher Díaz Figueroa Darian King               | 6–1, 7–5                   |
| Loss    | 7–8   | tháng 10 năm 2012 | Venezuela F4, Caracas         | Futures    | Hard     | Piero Luisi               | Enrico Fioravante Claudio Grassi                    | 6–3, 5–7, [3–10]           |
| Loss    | 7–9   | tháng 3 năm 2013  | Colombia F1, Pereira          | Futures    | Clay     | Theodoros Angelinos       | Gero Kretschmer Alexander Satschko                  | 4–6, 4–6                   |
| Win     | 8–9   | tháng 5 năm 2013  | Guatemala F1, Guatemala City  | Futures    | Hard     | Christopher Díaz Figueroa | Roman Borvanov Vahid Mirzadeh                       | 6–2, 7–6(7–0)              |
| Win     | 9–9   | tháng 5 năm 2013  | El Salvador F1, Santa Tecla   | Futures    | Clay     | Vahid Mirzadeh            | Nicolás Barrientos Chris Letcher                    | 6–4, 6–3                   |
| Win     | 10–9  | tháng 6 năm 2013  | USA F14, Innisbrook           | Futures    | Clay     | Roberto Maytín            | Sekou Bangoura Eric Quigley                         | 3–6, 6–4, [10–7]           |
| Loss    | 10–10 | tháng 6 năm 2013  | USA F15, Indian Harbour Beach | Futures    | Clay     | Roberto Maytín            | Roman Borvanov Milan Pokrajac                       | 6–7(4–7), 3–6              |
| Loss    | 10–11 | tháng 6 năm 2013  | USA F16, Amelia Island        | Futures    | Clay     | Roberto Maytín            | Jarmere Jenkins Mac Styslinger                      | 4–6, 2–6                   |
| Win     | 11–11 | tháng 7 năm 2013  | Manta, Ecuador                | Challenger | Hard     | Sergio Galdós             | Alejandro González Carlos Salamanca                 | 6–3, 6–4                   |
| Loss    | 11–12 | tháng 8 năm 2013  | São Paulo, Brazil             | Challenger | Clay     | Nicolás Barrientos        | Fernando Romboli Eduardo Schwank                    | 7–6(8–6), 4–6, [8–10]      |
| Win     | 12–12 | tháng 11 năm 2013 | Mexico F19, Mérida            | Futures    | Hard     | Alex Llompart             | Daniel Garza Angel Peredo                           | 6–4, 7–5                   |
| Win     | 13–12 | tháng 2 năm 2014  | Guatemala F1, Guatemala City  | Futures    | Hard     | Christopher Díaz Figueroa | Emilio Gómez Luis David Martínez                    | 6–3, 7–6(7–5)              |
| Win     | 14–12 | tháng 8 năm 2014  | Colombia F3, Medellín         | Futures    | Clay     | César Ramírez             | Cătălin Gârd Facundo Mena                           | 6–4, 6–4                   |
| Win     | 15–12 | tháng 12 năm 2014 | Mexico F14, Mérida            | Futures    | Hard     | Claudio Grassi            | Dennis Novikov Clay Thompson                        | 6–2, 6–4                   |
| Loss    | 15–13 | tháng 1 năm 2015  | USA F5, Weston                | Futures    | Clay     | Luis David Martínez       | Romain Arneodo Benjamin Balleret                    | 5–7, 6–7(2–7)              |
| Win     | 16–13 | tháng 2 năm 2015  | El Salvador F1, Santa Tecla   | Futures    | Clay     | Luis David Martínez       | Keith-Patrick Crowley Hans Hach Verdugo             | 6–4, 6–4                   |
| Win     | 17–13 | tháng 9 năm 2015  | Barranquilla, Colombia        | Challenger | Clay     | Sergio Galdós             | Duilio Beretta Mauricio Echazú                      | 6–1, 6–4                   |
| Loss    | 17–14 | tháng 10 năm 2015 | Pereira, Colombia             | Challenger | Clay     | Juan Sebastián Gómez      | Andrés Molteni Fernando Romboli                     | 4–6, 6–7(12–14)            |
| Loss    | 17–15 | tháng 11 năm 2015 | El Salvador F2, La Libertad   | Futures    | Hard     | Christopher Díaz Figueroa | Emilio Gómez Darian King                            | 3–6, 6–7(10–12)            |
| Win     | 18–15 | tháng 11 năm 2015 | Guatemala F2, Guatemala City  | Futures    | Hard     | Christopher Díaz Figueroa | Wilfredo Gonzalez Piotr Lomacki                     | 7–5, 6–2                   |
| Win     | 19–15 | tháng 12 năm 2015 | Honduras F1, San Pedro Sula   | Futures    | Hard     | Christopher Díaz Figueroa | Ivar Jose Aramburu Contreras Nicholas Reyes         | 6–2, 6–1                   |
| Loss    | 19–16 | tháng 2 năm 2016  | Cuernavaca, Mexico            | Challenger | Hard     | Sergio Galdós             | Philip Bester Peter Polansky                        | 4–6, 6–3, [6–10]           |
| Loss    | 19–17 | tháng 4 năm 2016  | Sarasota, US                  | Challenger | Clay     | Sergio Galdós             | Facundo Argüello Nicolás Kicker                     | 6–4, 4–6, [6–10]           |
| Loss    | 19–18 | tháng 6 năm 2016  | Caltanissetta, Italy          | Challenger | Clay     | Miguel Ángel Reyes-Varela | Guido Andreozzi Andrés Molteni                      | 1–6, 2–6                   |
| Loss    | 19–19 | tháng 11 năm 2016 | Guayaquil, Ecuador            | Challenger | Clay     | Sergio Galdós             | Ariel Behar Fabiano de Paula                        | 2–6, 4–6                   |
| Win     | 20–19 | tháng 11 năm 2016 | Bogotá, Colombia              | Challenger | Clay     | Sergio Galdós             | Ariel Behar Gonzalo Escobar                         | 6–4, 6–1                   |
| Win     | 21–19 | tháng 11 năm 2016 | El Salvador F2, La Libertad   | Futures    | Hard     | Christopher Díaz Figueroa | Pirmin Haenle Nicholas Reyes                        | 6–0, 6–4                   |
| Win     | 22–19 | tháng 2 năm 2017  | Tempe, US                     | Challenger | Hard     | José Hernández-Fernández  | Walter Trusendi Matteo Viola                        | 7–5, 2–6, [10–12]          |
| Win     | 23–19 | tháng 9 năm 2017  | Quito, Ecuador                | Challenger | Clay     | Miguel Ángel Reyes-Varela | Nicolás Jarry Roberto Quiroz                        | 4–6, 6–4, [10–7]           |
| Win     | 24–19 | tháng 9 năm 2017  | Bogotá, Colombia (2)          | Challenger | Clay     | Miguel Ángel Reyes-Varela | Nikola Mektić Franko Škugor                         | 6–3, 3–6, [10–6]           |
| Win     | 25–19 | tháng 9 năm 2017  | Cary, US                      | Challenger | Hard     | Miguel Ángel Reyes-Varela | Miķelis Lībietis Dennis Novikov                     | 6–7(6–8), 7–6(7–1), [10–6] |
| Loss    | 25–20 | tháng 10 năm 2017 | Tiburon, US                   | Challenger | Hard     | Miguel Ángel Reyes-Varela | André Göransson Florian Lakat                       | 4–6, 4–6                   |
| Win     | 26–20 | tháng 10 năm 2017 | Cali, Colombia                | Challenger | Clay     | Miguel Ángel Reyes-Varela | Sergio Galdós Fabrício Neis                         | 6–3, 6–4                   |
| Win     | 27–20 | tháng 11 năm 2017 | Guayaquil, Ecuador            | Challenger | Clay     | Miguel Ángel Reyes-Varela | Hugo Dellien Federico Zeballos                      | 6–1, 6–7(7–9), [10–6]      |
| Loss    | 27–21 | tháng 10 năm 2017 | Rio de Janeiro, Brazil        | Challenger | Clay     | Miguel Ángel Reyes-Varela | Máximo González Fabrício Neis                       | 7–5, 4–6, [4–10]           |
| Win     | 28–21 | tháng 2 năm 2018  | San Francisco, US             | Challenger | Hard (i) | Roberto Maytín            | Luke Bambridge Joe Salisbury                        | 6–3, 6–7(5–7), [10–7]      |
| Win     | 29–21 | tháng 4 năm 2018  | San Luis Potosí, Mexico       | Challenger | Clay     | Miguel Ángel Reyes-Varela | Jay Clarke Kevin Krawietz                           | 6–1, 6–4                   |
| Win     | 30–21 | tháng 4 năm 2018  | Guadalajara, Mexico           | Challenger | Hard     | Miguel Ángel Reyes-Varela | Brydan Klein Ruan Roelofse                          | 7–6(7–3), 7–5              |
| Win     | 31–21 | tháng 5 năm 2018  | Lisbon, Portugal              | Challenger | Clay     | Miguel Ángel Reyes-Varela | Tomasz Bednarek Hunter Reese                        | 6–3, 3–6, [10–1]           |